# Layout gráfico

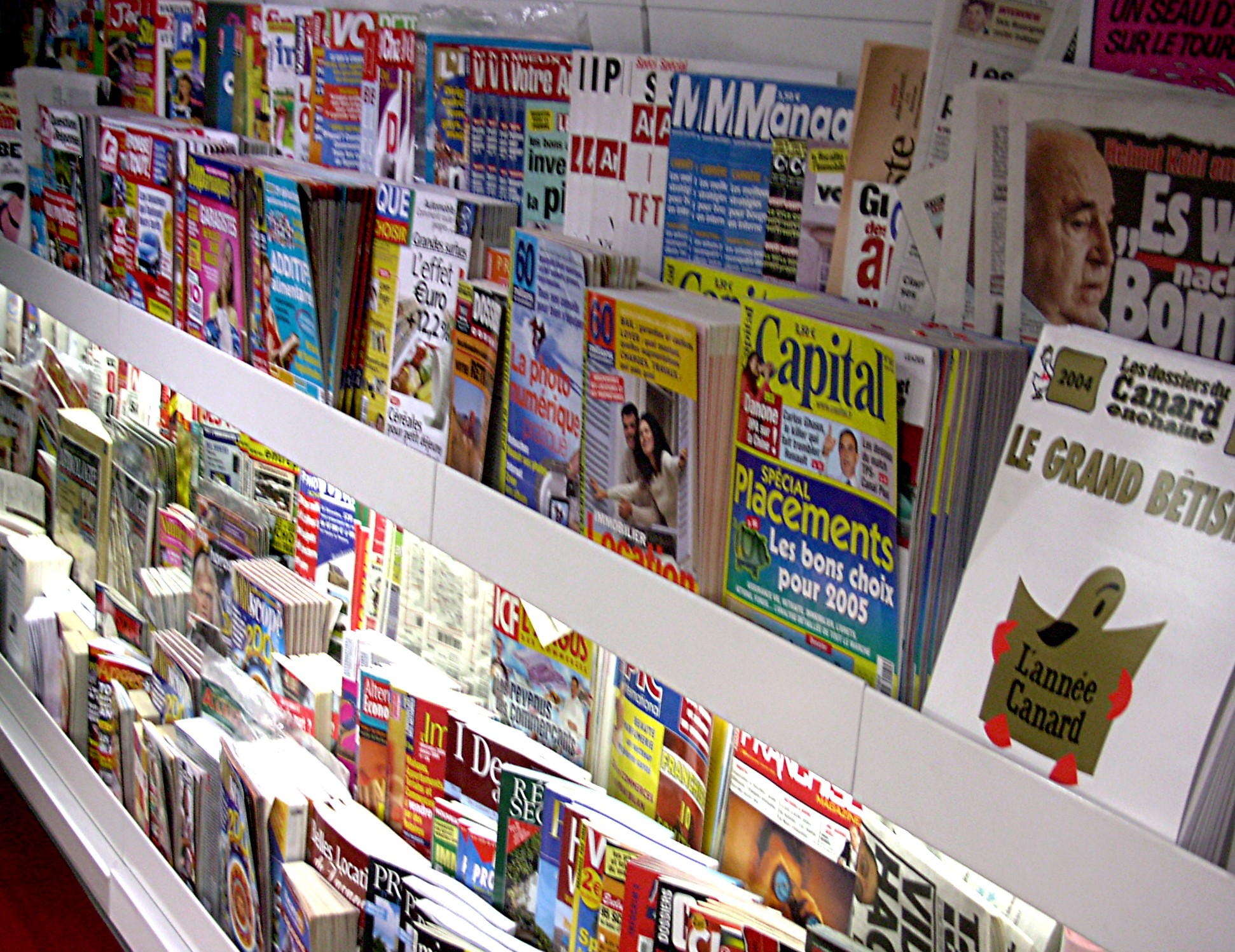
Anúncios e capas patrocinados por revistas de consumo dependem muito de habilidades profissionais de layout de página para competir pela atenção visual

Em design gráfico, layout gráfico ou projeto gráfico é a disposição dos elementos visuais em uma página. Geralmente envolve princípios organizacionais de composição para atingir objetivos específicos de comunicação.

## Definição
O tamanho e o formato podem variar entre o de bolso e de parede, duas ou três dimensões. Ao desenvolver projetos de design para a web ou multimídia em que a área está predefinida, as proporções devem ser levadas em conta. Um designer no momento de iniciar um desenvolvimento de um trabalho necessita de fazer sempre primariamente um desenho da estrutura da página a elaborar, aqui deverá já conter informações como, largura do topo, margens inferiores e laterais (localizadas com objetivos de manutenção e condução do olhar), o número de colunas de texto, imagens e sua organização e, se for caso, o número de páginas ou a numeração das páginas. Com estas decisões já tomadas, a estrutura das páginas pode ser individual ou com páginas mestras, para permitir a repetição automática da estrutura já previamente estudada.
Estruturar o layout ao longo de uma serie de páginas ou superfícies de modo a obter uma flexibilidade máxima sem perder a continuidade, é importante para manter a atenção do leitor. As proporções das margens vão variar de acordo com o contexto de design, mas como linha condutora, a margem inferior é normalmente o dobro da margem do topo e a margem inferior duplica a largura da margem exterior.
A maior parte do trabalho de design gráfico implica um número de tamanhos diferentes e elementos proporcionais que devem ser coordenados por um diretor de arte. Em publicidade e propaganda, o layout é uma ideia estruturada da peça, uma montagem visualmente organizada da peça de comunicação, um desenho, um arranjo do proposto, sem estar necessariamente finalizada. Usada para aprovação do material, que após aprovado será finalizado, comprando as fotos, ilustração, inserção do texto correto, etc. Layout não é a mesma coisa que um Rough (Rafe).